# Österreichische Ski-Meisterschaften 1909
Die 3. Österreichische Ski-Meisterschaft fand im Rahmen des dritten Verbandswettlaufes des Österreichischen Skiverbandes vom 21. bis 22. Februar 1909 in Mürzzuschlag im Kronland Steiermark statt.
Zum Österreichischen Ski-Meister für 1909 krönte sich mit dem Innsbrucker Fritz Miller der Titelverteidiger der letztjährigen Meisterschaft.

## Organisation
Für die Ausrichtung und Organisation der Meisterschaft zeichneten der Österreichische Wintersportklub und der Wintersportverein Mürzzuschlag verantwortlich.

## Teilnehmer
Um die offene Meisterschaft von Österreich bewarben sich Oskar Blich aus Christiania (Norwegen), Carl Joseph Luther und Alfred Walter aus München sowie die Österreicher Fritz Miller aus Innsbruck, Richard Baumgartner aus Graz und Emmerich Rath aus Prag.

## Wettbewerbe

### Sprunglauf Senioren 1. Klasse
| Platz | Land | Sportler           | Verein               | Weite            | Note  |
| ----- | ---- | ------------------ | -------------------- | ---------------- | ----- |
| 1     | NOR  | Oskar Blich        | Münchner Ski-Klub    | 27,0 m / 2 gest. | 1,100 |
| 2     | AUT  | Fritz Miller       | Ski-Klub Innsbruck   | 16,0 m / 2 gest. | 1,666 |
| 3     | GER  | Alfred Walter      | München              | 19,5 m / 1 gest. | 1,890 |
| 4     | GER  | Carl Joseph Luther | Münchener Sport-Klub | 18,0 m / 1 gest. | 1,970 |

Datum: 21. Februar 1909

Schanze: Ganzsteinschanze

### Sprunglauf Senioren 2. Klasse
| Platz | Land | Sportler            | Verein               | Weite            | Note  |
| ----- | ---- | ------------------- | -------------------- | ---------------- | ----- |
| 1     | AUT  | Josef Filzer        | WSV Kitzbühel        | 19,0 m / 2 gest. | 1,317 |
| 2     | AUT  | Richard Baumgartner | V.St.Sl. Graz        | 20,0 m / 2 gest. | 1,333 |
| 3     | GER  | Arno Kirschten      | München              | 20,0 m / 1 gest. | 1,333 |
| 4     | AUT  | Gustav Jahn         | O.W.S.C. Wien        | 19,0 m / 2 gest. | 1,358 |
| 5     | AUT  | Matthäus Daxer      | WSV Kitzbühel        | 17,0 m / 2 gest. | 1,533 |
| 6     | AUT  | Otto Lutter         | V.St.Sl. Graz        | 19,0 m / 3 gest. | 1,690 |
| 7     | SUI  | Paul Giger          | SC Alpina St. Moritz | 16,0 m / 1 gest. | 2,230 |

Datum: 21. Februar 1909

Schanze: Ganzsteinschanze

9 Teilnehmer

### Allgemeine Reihung
| Platz | Land | Sportler            | Verein               | Weite            | Note  |
| ----- | ---- | ------------------- | -------------------- | ---------------- | ----- |
| 1     | NOR  | Oskar Blich         | Münchner Ski-Klub    | 27,0 m / 2 gest. | 1,100 |
| 2     | AUT  | Josef Filzer        | WSV Kitzbühel        | 19,0 m / 2 gest. | 1,317 |
| 3     | AUT  | Richard Baumgartner | V.St.Sl. Graz        | 20,0 m / 2 gest. | 1,333 |
| 3     | GER  | Arno Kirschten      | München              | 20,0 m / 1 gest. | 1,333 |
| 5     | AUT  | Gustav Jahn         | O.W.S.C. Wien        | 19,0 m / 2 gest. | 1,358 |
| 6     | AUT  | Matthias Daxer      | WSV Kitzbühel        | 17,0 m / 2 gest. | 1,533 |
| 7     | AUT  | Fritz Miller        | Ski-Klub Innsbruck   | 16,0 m / 2 gest. | 1,666 |
| 8     | AUT  | Otto Lutter         | V.St.Sl. Graz        | 19,0 m / 3 gest. | 1,690 |
| 9     | GER  | Alfred Walter       | München              | 19,5 m / 1 gest. | 1,890 |
| 10    | GER  | Carl Joseph Luther  | Münchener Sport-Klub | 18,0 m / 1 gest. | 1,970 |
| 11    | SUI  | Paul Giger          | SC Alpina St. Moritz | 16,0 m / 1 gest. | 2,230 |

Datum: 21. Februar 1909

Schanze: Ganzsteinschanze

### Langlauf
| Platz | Land | Sportler            | Verein             | Zeit  | Note  |
| ----- | ---- | ------------------- | ------------------ | ----- | ----- |
| 1     | AUT  | Fritz Miller        | Ski-Klub Innsbruck | 39:47 | 1,00  |
| 2     | AUT  | Emmerich Rath       | Prag               | 41:00 | 1,365 |
| 3     | NOR  | Oskar Blich         | Münchner Ski-Club  | 42:42 | 1,875 |
| 4     | AUT  | Richard Baumgartner | V.St.Sl. Graz      | 47:06 | ?     |

Datum: 22. Februar 1909

5 Starter

Der Langlauf erstreckte sich über eine Distanz von 10 km. Die Strecke führte vom Gipfel der Pretulalpe über Kaiserhaus – Latzenschlegel – Poldlbauer – Schattleitenwiese bis zum Schallerbauer in Auersbach.

### Zusammengesetzter Lauf
Endstand um die Österreichische Ski-Meisterschaft pro 1909.
| Platz | Land | Sportler            | Verein             | Note  |
| ----- | ---- | ------------------- | ------------------ | ----- |
| 1     | AUT  | Fritz Miller        | Ski-Klub Innsbruck | 1,399 |
| 2     | NOR  | Oskar Blich         | Münchner Ski-Club  | 1,449 |
| 3     | AUT  | Richard Baumgartner | V.S.S. Graz        | 2,205 |
| 4     | AUT  | Emmerich Rath       | Prag               | ?     |

Datum: 21. und 22. Februar 1909

ursprünglich 7 Teilnehmer

## Rahmenprogramm
Außerhalb der Meisterschaft wurden noch Skisprungbewerbe für Junioren und Knaben, ein Junioren-Abfahrtslauf und ein Damenskilauf abgehalten.
Besonderes Interesse beim Publikum erregte das Berufsläuferspringen für Skilehrer. An diesem beteiligten sich Eduard Capiti aus St. Moritz in der Schweiz (28 m, 3 gest.), Hannes Schneider vom Arlberg (22 m, 3 gest.) und der Steirer Alois Skazel (16 m, ebenfalls 3 gestandene Sprünge).
Außer jeder Wertung zeigte der Norweger Torleif Aas sein Können mit Sprüngen über 28 m (gestanden) und 30 m (gestürzt).